# 香加乡
香加乡，是中华人民共和国青海省海西蒙古族藏族自治州都兰县下辖的一个乡镇级行政单位。

## 行政区划
香加乡下辖以下地区：
立新村、先锋村、前进村、向阳村、红星村、团结村、红旗村、全杰村、科尔村、孟克台牧委会、阿木尼科尔牧委会、陶生湖牧委会、柯克沙牧委会、呼力木图牧委会、德布生牧委会、柯克哈达牧委会、傲包图牧委会、艾力斯台牧委会和科学图牧委会。